# 宇宙怪獣ガメラ
『宇宙怪獣ガメラ』（うちゅうかいじゅうガメラ）は、1980年（昭和55年）3月20日に公開された日本の特撮映画。監督は湯浅憲明。昭和ガメラシリーズ第8作。封切り時の同時上映は『鉄腕アトム 地球防衛隊』。

## 概要
1971年の『ガメラ対深海怪獣ジグラ』以来、徳間グループ資本下となった大映によって9年ぶりに製作されたガメラシリーズの映画。事実上、昭和ガメラシリーズ最終作となっている。なお、マッハ文朱の映画初主演作品でもある。
経済的・スケジュール的な面から新規の特撮シーンは非常に少なく、大部分を過去の作品群のストック・フッテージに依存している。新規の特撮シーンは全て東通ecgシステムが使用されている。また、『ガメラマーチ』などの過去の音楽が使用されていない。
作劇自体は「完全新作」ではなく、「過去作品のフィルムを使用した新作映画」と称する方がより正確である。歴代ガメラシリーズの特撮シーンに新撮影のドラマ部分・特撮シーンを加えて再編集し、別のストーリーとして作られている。そういったことから、マッハには「ガメラの集大成的な作品」と評されている。
作中の宇宙船のデザインなどに、当時流行していた『スター・ウォーズ』など宇宙を舞台にしたSF作品の影響が見受けられる。また、『こちら亀有公園前派出所』や『キン肉マン』や『宇宙戦艦ヤマト』が作中に登場する。
一方で、本作は公開時期自体も怪獣映画というジャンルが下火であったこともあってヒットには至らず、本作を経た新たなシリーズ化は実現しなかった。

## ストーリー
平和を監視するためにM88星から地球に派遣され、日本社会に紛れて暮らす女性異星人（スーパーガール）のキララ、マーシャ、ミータンは、宇宙海賊船ザノン号による地球侵略の動きを察知する。宇宙海賊の女幹部・ギルゲもまた地球に潜入しており、スーパーガールの存在をザノン号のキャプテンに知らせる。キャプテンは侵略の使者として怪獣ギャオスを地球に送り込み、破壊の限りを尽くす。しかし、武器を持たないスーパーガールには反撃ができないうえ、居所を知られたためにザノン号に上空から殺人光線で狙撃されるようになる。そんな中、スーパーガールは偶然出会った圭一少年の話から、かつて悪の怪獣を次々と倒した正義の怪獣「ガメラ」の存在を知る。
スーパーガールが宇宙空間へ向けて送った念力により、ガメラは地球の危機を知って東京・新宿に飛来し、ギャオスを倒す。ギャオスを失った宇宙海賊はジグラ、バイラス、ジャイガーを相次いで送り込むが、いずれもガメラに倒される。一計を案じたギルゲはガメラの身体に操縦装置を取り付けて操り、地球の破壊に加担させる。キララが囮となってガメラに飛びつき、ザノン号に光線を撃たせ、操縦装置の破壊に成功する。ギルゲはスーパーガールの打倒を命じられ、立ちはだかる。しかし、キララに戦うことの無益をさとされたギルゲは、罪の意識のために自決を試みるものの、スーパーガールと圭一らに手当てをされ介抱される。圭一達の優しさに触れ、葛藤するギルゲ。
ガメラは宇宙海賊が怪獣を育てる星に殴り込み、そこでギロンを倒す。宇宙海賊はなおもバルゴンを送り込むが、ガメラによって撃破されてしまう。怪獣を失ったザノン号は、殺人光線による地球攻撃に着手しようとする。それを知ったギルゲは「宇宙人を発見した」と告げ、再び宇宙人の姿に戻り光線を浴びて、命を断つ。そしてガメラは地球を飛び立ち、ザノン号へ目掛けて体当たりで破壊し、その大爆発とともに姿を消す。スーパーガールたちはガメラの存在を知らせた礼として、圭一を夜間飛行に案内するのだった。

## 製作

### ガメラ
ぬいぐるみは、本作品まで昭和ガメラシリーズを支えてきたエキスプロダクションによって製作された。前作までと違い、首が鎌首をもたげたような形状になっている。また、公開に合わせ、同じスタッフによってアトラクション用のぬいぐるみも製作され、各種宣伝イベントで使われた（後述）。
ジェット噴射での3尺飛行モデルは、予算不足のため、顎を開閉させるリモコン装置を取り付ける余裕もなかった。なんとかやりくりして装置を取り付けたものの、後ろ足やリモコン機能はなく、口を常時開閉し続けるものとなっている。

### キララ
マッハ文朱が2021年に明かしたところによれば、「ガメラで育った世代」と大ファンであることを公言して臨んだ本作品の撮影当時は20歳であり、アクションシーンはスタントマンなしですべて担当したうえ、変身ポーズは湯浅憲明に言われて自分で考えたという。

### 新撮
特撮パートのうち、いくつかのガメラ飛行シーン、ガメラが新宿の高層ビル群に姿を現すシーン、暴れるガメラの足下で『さらばドジラ』という東宝の「ゴジラシリーズ」（当時シリーズ制作休止中だった）を意識したとみられる架空の映画作品の宣伝看板が横転する意図不明のシーンなどは新撮である。

### 合成
過去作品の未合成フィルムを編集および再合成してライブ使用したため、光線などの光学合成をやり直している。
合成シーンには、『宇宙からのメッセージ』（1978年、深作欣二監督、東映）で本格的に導入されたビデオ合成システム「東通ecgシステム」が使われた。ビデオとフィルムの画質の調和にはまだ試行錯誤があり、特にガメラの炎は明るくなりすぎてしまうため、フィルムで撮影したものをビデオに取り込むなどの工夫がなされた。
劇中、登場人物の夢の中で、実写のガメラ（飛行シーン用のミニチュア）が、当時人気を博していたアニメ作品『宇宙戦艦ヤマト』のヤマトや『銀河鉄道999』の999号のアニメと一緒に宇宙を飛ぶシーンがある。これらは背景にアニメフィルムを使い、飛行ミニチュアを合成して撮影された。

### 模型
宇宙船「ザノン号」のプロップはヒルマモデルクラフトが担当した。テレビCM（キヤノンの一眼レフカメラ「A-1」）で使用した宇宙船のミニチュアに、船体を切断してパイプで繋ぐなどの改造を施したものである。

## キャスト
- キララ：マッハ文朱（ロープロ）
- マーシャ：小島八重子
- ミータン：小松蓉子
- ギルゲ：工藤啓子
- 木下圭一：前田晃一
- 圭一の母：高田敏江
- 不良少年A：林博二
- 不良少年B：豊隅哲明
- 不良少年C：小林英樹
- 圭一の友だち：池田真
- 運転手：飛田喜佐雄
- アナウンサー：斉藤安弘（ニッポン放送）
- キャプテンの声：小林修
- ナレーター：中村正
- 亀有公園のお巡りさん：桂小益

## スタッフ
- 監督：湯浅憲明（本編・特撮とも）
- 製作・配給：大映配給株式会社
- 企画：徳山雅也
- 製作（製作者）：大葉博一
- プロデューサー：徳山雅也、篠原茂
- 脚本：高橋二三
- 音楽：菊池俊輔
- 撮影：喜多崎晃
- 録音：飛田喜美雄
- 照明：島田忠昭
- 美術：横島恒雄
- 編集：田賀保
- 助監督：村石宏實
- 製作主任：久里耕介
- 操演：中島徹郎
- 装飾：岩田信尚
- メイク：土屋千恵
- 記録：小林みどり
- スチール：野上哲夫
- 擬闘：松尾悟（グループ十二騎）
- 特殊撮影：東通ecgシステム
- 造型：ヒルマモデルクラフト、エキスプロ
- 劇画：開田裕治
- 視覚効果：石田徹
- タイトル：デン・フィルム・エフェクト
- 効果：P.A.G.、赤塚不二夫、藤田信夫
- 衣装：京都衣装
- 録音所：にっかつスタジオセンター
- 現像：東京現像所
- 主題歌：マッハ文朱「愛は未来へ…」（ミノルフォン・レコード 作詞：やまひさし 作曲：菊池俊輔）
- 音楽製作：徳間音楽工業株式会社
- 特撮フィルム
  - 特殊撮影：築地米三郎、藤井和文、金子友三
  - 音響効果：小倉信義、小島明
- 撮影協力：株式会社マツダファミリア城南、株式会社関東マツダ ほか
- 製作協力：株式会社東通、株式会社大映映画撮影所、日本楽器製造株式会社、MAZDA
- アニメーション作品提供：株式会社オフィス・アカデミー、東映動画株式会社

## 宣伝・興行

### 放送での宣伝
劇場公開に合わせ、テレビ番組『600 こちら情報部』で湯浅監督の特撮演出風景などがレポートされ、スタジオには湯浅監督とガメラが招かれた。

### サウンドトラック
公開当時に挿入歌「生きてるかぎり」をA面・主題歌「愛は未来へ…」をB面収録としたシングルレコード盤が発売された（ミノルフォン KA-1196）。のち2021年3月24日発売のCD『大怪獣ガメラ+（プラス）』（CINEMA-KAN CINK-103）に両曲が収録された。

### アトラクションショー展開
公開当時に展開されたアトラクションショーではエキスプロ製作のぬいぐるみが登場するほか、スーパーガールと同郷とされる宇宙人が登場し、『仮面ライダー』のように殺陣を披露する内容となっていた。この宇宙人は「平和星人」と呼称されていたが、これがスーパーガールらの公式設定と関連するのかは不明である。なお、その姿は全身タイツに装飾されたヘルメットであり、男女どちらでも演じられるようになっていた。このころからエキスプロはイベント代理店業務も行っており、同社が扱っていた『大魔神』やタツノコプロ作品との共演ショーも行われたようである。のちにテレビ番組『さんまのナンでもダービー』内の着ぐるみレースコーナーに登場したのは、この時の造形物である。

## 映像ソフト化
- VHS - 1991年発売。
- レーザーディスク - 1995年発売。
- DVD - 2001年11月28日発売の「ガメラTHE BOX（1969-1980）」に収録されており、単品版も同時発売[10]。トールケース版は2007年10月26日発売。2006年8月31日発売の「ガメラ 生誕40周年記念Z計画 DVD-BOX」に収録されている。
- BD - 2009年7月24日発売の「昭和ガメラ ブルーレイBOX II」に収録されており、単品版も同時発売。

## 関連作品
漫画作品『大怪獣ガメラ』では本作品の世界観に触れられており、『宇宙怪獣ガメラ』のラストで消息不明となったガメラが人類によってアトランティスの技術を使って蘇生され、「平成ガメラシリーズ」の姿に生まれ変わったガメラを過去の世界に送り込み、地球の歴史を改変させる、という設定になっている。

## ネット配信
- 角川シネマコレクション（YouTube）：2025年3月28日20:00 - 同年4月11日19:59（JST）[12]